# Revolució Democràtica
Revolució Democràtica (acrònim: RD; en castellà i oficialment, Revolución Democrática) va ser un partit polític xilè, fundat el 7 de gener de 2012 per, entre d'altres, el diputat Giorgio Jackson. Es definia com un moviment de l'esquerra política que buscava la construcció d'un socialisme democràtic i una àmplia democràcia participativa a Xile.
Des del 21 de gener de 2017 i fins a la seva dissolució va formar part de la coalició Front Ampli. El 19 d'abril de 2024 va iniciar el procés de fusió amb el partit Convergència Social per a crear una nova col·lectivitat denominada Front Ampli, reemplaçant a la coalició homònima.

## Resultats electorals

### Eleccions parlamentàries
| Any  | Diputats | Diputats | Diputats | Senadors | Senadors | Senadors | Senadors |
| Any  | Vots     | %        | Escons   | Vots     | %        | Escons   | Total    |
| ---- | -------- | -------- | -------- | -------- | -------- | -------- | -------- |
| 2017 | 308.517  | 5,89     | 10 / 155 | 34.420   | 2,3      | 1 / 43   | 1 / 43   |
| 2021 | 257.854  | 4,07     | 8 / 155  | 156.512  | 3,36     | 0 / 50   | 1 / 50   |

### Consellers regionals
| Any  | Vots    | %    | Escons   |
| ---- | ------- | ---- | -------- |
| 2017 | 302.812 | 5,21 | 10 / 278 |
| 2021 | 250.324 | 4,08 | 12 / 302 |

### Eleccions municipals
| Any  | Alcaldes | Alcaldes | Alcaldes | Regidors | Regidors | Regidors   |
| Any  | Vots     | %        | Escons   | Vots     | %        | Escons     |
| ---- | -------- | -------- | -------- | -------- | -------- | ---------- |
| 2016 | 11.913   | 0,25     | 0 / 345  | 62.348   | 1,37     | 8 / 2.240  |
| 2021 | 261.813  | 4,13     | 6 / 345  | 206.006  | 3,39     | 43 / 2.252 |

Nota: Els resultats de l'elecció de regidors de 2016 inclou als independents secundats pel partit dins del pacte «Cambiemos la Historia».

### Convencionals Constituents
| Any  | Vots    | %    | Escons  |
| ---- | ------- | ---- | ------- |
| 2021 | 341 765 | 5,99 | 9 / 155 |

### Consellers constitucionals
| Any  | Vots    | %    | Escons |
| ---- | ------- | ---- | ------ |
| 2023 | 424 346 | 4,33 | 4 / 50 |

### Presidents
| N.º. | Titular | Titular                  | Inicio               | Fin                  |
| ---- | ------- | ------------------------ | -------------------- | -------------------- |
| 1    |         | Miguel Crispi            | 7 de gener de 2012   | 2013                 |
| 2    |         | Pablo Paredes Muñoz      | 2014                 | 2015                 |
| 3    |         | Sebastián Depolo Cabrera | 2015                 | 22 d'abril de 2017   |
| 4    |         | Rodrigo Echecopar        | 22 d'abril de 2017   | 26 de gener de 2019  |
| 5    |         | Catalina Pérez Salinas   | 26 de gener de 2019  | 11 de juny de 2021   |
| 6    |         | Margarita Portuguez      | 11 de juny de 2021   | 10 de juliol de 2022 |
| 7    |         | Juan Ignacio Latorre     | 10 de juliol de 2022 | 1 d'octubre de 2023  |
| 8    |         | Diego Vela               | 1 d'octubre de 2023  | 1 de juliol de 2024  |